# Presidente della Commissione per gli Affari di Stato
Il Presidente della Commissione per gli Affari di Stato (Coreano: 조선민주주의인민공화국 국무위원회 위원장) è il capo di stato della Corea del Nord e presiede la Commissione degli Affari di Stato, l'istituzione che detiene la gran parte del potere nel sistema di governo nordcoreano.
La costituzione dello stato garantisce a chiunque detenga questa carica certi poteri; 
- La possibilità di nominare il capo del governo (Primo Ministro)

- Il comando supremo delle forze armate

- Dichiarare lo stato di emergenza e la legge marziale

- Dirigere le forze armate in caso di guerra

- La responsabilità sull'arsenale nucleare nazionale

Il Presidente viene eletto dall'Assemblea Nazionale del Popolo e ha un mandato di cinque anni. Di solito, la persona che viene scelta per questa carica detiene anche il titolo di Segretario Generale del Partito del Lavoro di Corea, e non ci sono limiti di mandato. 
Il presidente è Kim Jong-un, eletto nel 2011.

## Storia

### Presidente della Commissione di Difesa Nazionale
In precedenza, il titolo di Presidente della Commissione di Difesa Nazionale venne istituito nella costituzione originale del 1972 (che stabilì anche il ruolo di Presidente della Repubblica Popolare di Corea). Il primo titolo servì principalmente a garantire al Presidente della Repubblica maggiore potere all'interno delle forze armate. Fino al 1992, questa posizione era legata al Partito del Lavoro di Corea. 
Dopo un emendamento presentato nel 1992, due anni prima della scomparsa di Kim Il-sung, il ruolo ottenne un significante incremento delle responsabilità e poteri e il titolare della commissione non era più tenuto a ricoprire il ruolo di Presidente della Repubblica. Questo permise a Kim Jong-il di venire eletto Presidente della Commissione al momento della morte del padre, nel 1994. 
Susseguirono altri emendamenti alla costituzione che resero questo ruolo la più alta carica della Corea del Nord, paragonabile a quella di capo di stato. Il Presidente ora poteva "dirigere tutti gli affari riguardante la gestione dello stato" e "gli affari diplomatici". 

### Presidente della Commissione per gli Affari di Stato
Dopo il settimo Congresso del Partito del Lavoro di Corea, tenutosi tra il 6 e il 9 maggio 2016, la Commissione di Difesa Nazionale venne rinominata a Commissione per gli Affari di Stato e le sue funzioni vennero ridimensionate, mostrando che il ruolo non era più legato in modo esclusivo all'ambito militare ma anche alle questioni di tipo civili. 